# Nico Hülkenberg
Nicolas "Nico" Hülkenberg (født 19. august 1987) er en tysk racerkører. Hülkenberg kørte indtil 2019 for Formel 1-teamet Renault Sport F1. Han har tidligere kørt for Force India.
Hülkenberg fik sin Formel 1-debut for Williams Grand Prix Engineering i 2010, hvor han kørte en enkelt sæson.

## Karriere

### De tidlige år
I en alder af ti fik Hülkenberg sin gokart-debut. Efter succes i gokarten rykkede Hülkenberg i 2005 op til den tyske Formel BMW-serie. Her dominerede han mesterskabet og vandt titlen. I 2006 blev han en del af det tyske A1 Grand Prix-team, hvor han han sikrede Tyskland mesterskabet med ni sejre i sin debutsæson.
Efter et år i den tyske Formel 3-serie, rykkede han videre til Formel 3 Euroseries, hvor han kørte sig til en samlet tredjeplads efter Romain Grosjean og Sebastien Buemi, men tog titlen det følgende år. I december 2007 kørte Hülkenberg test for Williams, hvor han overgik den officielle kører Kazuki Nakajima og satte en tid, der kun var 0.4 sekunder langsommere en Rosbergs. De imponerende tider førte til, at Williams tilbød ham et sæde som officiel testkører til 2008-sæsonen.
Ved siden af sin nye rolle som testkører for Williams rykkede han over vinteren til GP2 Asia-serien, hvor han lagde ud med at tage pole position i sit første løb i serien. På trods af, at han kun nåede at deltage i fire løb, endte han alligevel med en samlet sjetteplads i mesterskabet. Den følgende sæson forsatte han i GP2-serien, hvor han vandt mesterskabet. Hülkenberg var den første til at vinde serien før dens sidste runde.

### Williams (2010)
I 2010 fik Hülkenberg sin Formel 1-debut for Williams. Hülkenbergs F1-karriere startede lovende, da han kvalificerede sig femte bedst og kørte sig til sit første point med en 10. plads i Malaysias Grand Prix. Selvom han havde svært ved at matche den erfarne teamkammerat, Rubens Barrichellos, resultater, imponerede han alligevel med en sjetteplads i Ungarn og en pole position i Brasilien. På trods af lovende resultater, fik han kun lov at køre en enkelt sæson for Williams, der i stedet hentede Pastor Maldonado til teamet.

### Force India (2011-2012)
I 2011 fik Hülkenberg, efter afskeden med Williams, en sæde som test- og tredjekører for Force India. Hülkenberg gik målrettet efter et sæde som racerkører for Force India, og efter af have deltaget i 14 ud af sæsonens 19 fredags-træninger, blev det annonceret, at skulle køre for teamet i 2012-sæsonen. I 2012 imponerede han med en femteplads i Valencia og en fjerdeplads på Spa.

### Sauber (2013)
Efter en god sæson for Force India, skrev Hülkenberg kontrakt med Sauber. Skiftet viste sig i første omgang at give bagslag, da teamet døjede med problemer med bilen. Halvvejs igennem sæsonen viste teamet dog fremgang efter Hülkenberg satte den tredjebedste tid i kvalifikationen til løbet på Monza, hvor han sluttede på en femteplads. Allerede to løb senere, i Korea, lagde Hülkenberg tocifret point til, efter han kørte sig fra en syvende plads til en fjerde. Hülkenberg sluttede sæsonen med 51 point og en samlet 10. plads.

### Tilbage i Force India (2014-2016)
Den 3. december blev det bekræftet, at Nico Hülkenberg ville vende tilbage til Force India. Den 14. oktober 2016 blev det offentliggjort, at han forlod Force India og fra 2017-sæsonen skulle han i stedet køre for det franske F1-team, Renault Sport f1.

## Resultater

### Komplette Formel 1-resultater
(Forklaring) (Resultater i fed skrift indikerer pole position, resultater i kursiv indikerer hurtigste omgang)
| År   | Team                       | Chassis           | Motor                               | 1       | 2       | 3       | 4       | 5       | 6       | 7       | 8       | 9       | 10      | 11      | 12     | 13      | 14      | 15      | 16      | 17      | 18      | 19     | 20    | 21    | Plads | Point |
| ---- | -------------------------- | ----------------- | ----------------------------------- | ------- | ------- | ------- | ------- | ------- | ------- | ------- | ------- | ------- | ------- | ------- | ------ | ------- | ------- | ------- | ------- | ------- | ------- | ------ | ----- | ----- | ----- | ----- |
| 2010 | AT&T Williams              | Williams FW32     | Cosworth CA2010 2,4 V8              | BHR 14  | AUS Ret | MAL 10  | CHN 15  | ESP 16  | MON Ret | TUR 17  | CAN 13  | EUR Ret | GBR 10  | GER 13  | HUN 6  | BEL 14  | ITA 7   | SIN 10  | JPN Ret | KOR 10  | BRA 8   | ABU 16 |       |       | 14.   | 22    |
| 2011 | Force India F1 Team        | Force India VJM04 | Mercedes-Benz FO 108Y 2,4 V8        | AUS TD  | MAL TD  | CHN TD  | TUR TD  | ESP TD  | MON     | CAN TD  | EUR TD  | GBR TD  | GER TD  | HUN TD  | BEL TD | ITA TD  | SIN     | JPN TD  | KOR     | IND     | ABU     | BRA TD |       |       | –     | –     |
| 2012 | Sahara Force India F1 Team | Force India VJM05 | Mercedes-Benz FO 108Z 2,4 V8        | AUS Ret | MAL 9   | CHN 15  | BHR 12  | ESP 10  | MON 8   | CAN 12  | EUR 5   | GBR 12  | GER 9   | HUN 11  | BEL 4  | ITA 211 | SIN 11  | JPN 7   | KOR 6   | IND 8   | ABU Ret | USA 8  | BRA 5 |       | 11.   | 63    |
| 2013 | Sauber F1 Team             | Sauber C32        | Ferrari 056 2,4 V8                  | AUS DNS | MAL 8   | CHN 10  | BHR 12  | ESP 15  | MON 11  | CAN Ret | GBR 10  | GER 10  | HUN 11  | BEL 13  | ITA 5  | SIN 9   | KOR 4   | JPN 6   | IND 191 | ABU 14  | USA 6   | BRA 8  |       |       | 10.   | 51    |
| 2014 | Sahara Force India F1 Team | Force India VJM07 | Mercedes PU106A 1,6 V6 turbo hybrid | AUS 6   | MAL 5   | BHR 5   | CHN 6   | ESP 10  | MON 5   | CAN 5   | AUT 9   | GBR 8   | GER 7   | HUN Ret | BEL 10 | ITA 12  | SIN 9   | JPN 8   | RUS 12  | USA Ret | BRA 8   | ABU 6  |       |       | 9.    | 96    |
| 2015 | Sahara Force India F1 Team | Force India VJM08 | Mercedes PU106b 1,6 V6 turbo hybrid | AUS 7   | MAL 14  | CHN Ret | BHR 13  | ESP 13  | MON 11  | CAN 8   | AUT 6   | GBR 7   | HUN Ret | BEL DNS | ITA 7  | SIN Ret | JPN 6   | RUS Ret | USA Ret | MEX 7   | BRA 6   | ABU 7  |       |       | 10.   | 58    |
| 2016 | Sahara Force India F1 Team | Force India VJM09 | Mercedes PU106C 1,6 V6 turbo hybrid | AUS 7   | BHR 15  | CHN 15  | RUS Ret | ESP Ret | MON 6   | CAN 8   | EUR 9   | AUT 191 | GBR 7   | HUN 10  | GER 7  | BEL 4   | ITA 10  | SIN Ret | MAL 8   | JPN 8   | USA Ret | MEX 7  | BRA 7 | ABU 7 | 9.    | 72    |
| 2017 | Renualt Sport F1 Team      | Renault R.S.17    | Renault R.E.17 1.6 V6 t             | AUS 11  | CHN 12  | BHR 9   | RUS 8   | ESP 6   | MON Ret | CAN 8   | AZR Ret | AUT 13  | GBR 6   | HUN Ret | BEL 6  | ITA 13  | SIN Ret | MAL 16  | JPN Ret | USA Ret | MEX Ret | BRA 10 | ABU 6 |       | 10.   | 43    |

Noter til tabellen:
- 1:  - Udgik af løbet, men blev klassificeret eftersom han havde fuldført over 90% af løpsdistancen.